# أحمد سالم البيض
أحمد سالم البيض (1940 - 19 ديسمبر 2018) ، شاعر يمني. ولد في منطقة غيل باوزير، ثم غادرها في عمر الثالثة عشر، وبعد الكثير من التجوال استقر في الكويت. كانت بدايته الشعرية عام 1963 من خلال أغنيته (ياكامل الأوصاف) غناها الفنان كرامة مرسال. له ديوان شعر مطبوع بعنوان (حنين المغترب). وتغنى بأشعاره العديد من الفنانين منهم أبوبكر سالم بلفقيه وعبد الرب ادريس وعبد الله دريقان.